# Narvik (film)
Narvik (Kampen om Narvik) è un film del 2022 diretto da Erik Skjoldbjaerg.
La pellicola, attraverso le vicende di una famiglia di Narvik narra le vicende legate alla campagna di Norvegia, in cui si registrò la prima sconfitta della Germania nazista nella seconda guerra mondiale, cosa che poi però non impedì l'occupazione della Norvegia e la totale distruzione della stessa città portuale, prezioso scalo per il traffico dei minerali ferrosi estratti nel nord della Scandinavia.

## Trama
Con l'inizio delle ostilità che avviano la seconda guerra mondiale, la Norvegia assume una posizione neutrale. Il porto di Narvik è però subito al centro di un caso internazionale in quanto è da lì che sia i tedeschi che gli inglesi si approvvigionano di minerali ferrosi estratti in Scandinavia. Per questo motivo nella cittadina norvegese, nell'aprile 1940, sono presenti sia il console tedesco Wussow sia quello inglese Gibbs, che trattano una soluzione, presso l'albergo Iris, dove Ingrid Tofte lavora come cameriera, ma si presta anche come traduttrice, conoscendo sia l'inglese che il tedesco.
Le truppe norvegesi si sono portate nella stessa cittadina e Gunnar Tofte ottiene una minilicenza per andare a trovare la propria famiglia, prima che l'esercito si sposti altrove. Dopo aver riabbracciato il figlio Ole e il padre Aslak, passa una notte di passione con la moglie Ingrid, tornando in ritardo al campo. Al ritorno scopre che i tedeschi hanno portato un'operazione di invasione, cui le gerarchie norvegesi non oppongono resistenza. Il plotone di Gunnar, non allineato alla scelta dei vertici, preferisce marciare verso l'interno del paese, prendendo la strada della linea ferroviaria, e non venendo attaccato dagli occupanti tedeschi.
Arrivati su un ponte, il caporale Tofte viene incaricato di far saltare in aria un pilone per interrompere i traffici che rendono Narvik un obiettivo militare così importante. Tofte teme per il treno che sta per transitare, dove pensa vi siano la moglie e il figlio in fuga. Scopre poi che i civili sono stati fatti scendere e precedono il treno e i tedeschi. Messi in salvo i civili, i militari fanno saltare le cariche danneggiando severamente il ponte. Poi però i tedeschi catturano Gunnar e i compagni artificieri, così come pure i civili, tra i quali Ingrid e Ole, costretti a tornare in città.
Ingrid riprende posto nell'albergo dove viene costretta a fare da traduttrice per il quartier generale tedesco che lì si è insediato. La donna si rende responsabile anche della copertura dei diplomatici inglesi cui, con la complicità della collega e amica Bjorg, dà riparo in un capanno sulle alture della città. Il marito invece è forzato a servire l'esercito tedesco fin quando non viene liberato da truppe francesi con le quali poi darà vita alle lotte di liberazione della città svolte via terra, insieme anche a truppe polacche, mentre gli inglesi attaccano e annientano i mezzi marini tedeschi, proseguendo poi con bombardamenti della città via mare.
Narvik diventa quindi oggetto delle bombe inglesi che fatalmente vanno a colpire anche i civili norvegesi, cui è stata impedita l'evacuazione. Ingrid che aveva continuato a fare il doppio gioco nascondendo e aiutando gli stessi inglesi, quando sotto un bombardamento di questi muore il suocero e resta ferito il figlio, chiede aiuto al console Wussow che per lei ha un debole. Per ottenere un'assistenza medica al figlio ferito, Ingrid rivela così il nascondiglio degli inglesi. Il piccolo Ole è salvo e gli inglesi catturati, ma poi i tedeschi sono comunque sconfitti per l'accerchiamento che da mare e da terra determina la liberazione della città.
Wussow, in fuga, vorrebbe Ingrid con sé, e per convincere la donna le rivela che il marito, di cui aveva chiesto più volte notizie, è morto. Lei, disperata, resta comunque in Norvegia, anche se si convince di dover lasciare Narvik, dove è considerata da tutti una collaborazionista. Gunnar, liberata la città, partecipa alla festa all'ingresso della stessa, ma capisce subito che c'è qualcosa di strano. Quando ritrova la moglie, questa è dapprima sorpresa, quindi viene da lui rimproverata per la posizione da lei assunta. Non gli basta aver ritrovato il figlio vivo, per altro ancora sotto choc per i bombardamenti, in quanto da soldato non accetta il comportamento della moglie, così è lei a lasciarlo. Le feste di Narvik finiscono prestissimo perché i tedeschi cominciano a bombardare la città per via aerea. La popolazione civile decide compatta di fuggire e Ingrid, con Ole, si mette in coda per prendere un battello. Qui subisce ancora gesti di disprezzo da parte di alcuni concittadini, ma  a soccorrerla, sorprendentemente, c'è il marito Gunnar che, spogliatosi dei suoi abiti militari, decide di unirsi alla famiglia e mettersi anche lui in fuga.
A Narvik si è dunque consumata la prima sconfitta di Hitler nella seconda guerra mondiale. Ma in realtà poi gli alleati si faranno da parte e la città verrà rasa al suolo e la Norvegia resterà occupata per anni dai nazisti.

## Distribuzione
Il film è stato distribuito sulla piattaforma streaming Netflix a partire da gennaio 2023 in tutti i paesi del mondo tranne la Norvegia, dove è uscito al cinema ottenendo un ottimo risultato di pubblico.
Come la produzione, rallentata dalla pandemia, anche la distribuzione è stata ritardata più volte, anche per gli eventi bellici in Ucraina. D'altra parte il buon riscontro che il film pare aver avuto anche su Netflix può attribuirsi anche ad una sorta di rinnovata sensibilità verso certi argomenti, succeduta all'invasione russa dell'Ucraina. Questo sebbene il film sia stato prodotto e sceneggiato senza alcun possibile riferimento a quelle vicende.